# Quest (rete televisiva)
Quest è un'emittente televisiva britannica edita da Warner Bros. Discovery.

## Storia
Nell'ottobre 2008, Discovery annunciò che avrebbe lanciato un canale su Freeview all'inizio del 2009 ma senza utilizzare il nome "Discovery". Un banner apparse sul canale 47 di Freeview il 5 gennaio 2009 e sul canale 109 di Tiscali TV il 14 maggio 2009. Sebbene il lancio del canale fosse stato pianificato per il 14 maggio 2009 alle ore 10:00, in un secondo momento venne posticipato. Il sito web di Quest mostrò un messaggio in cui si leggeva: "Purtroppo abbiamo preso la decisione di posticipare il lancio di Quest a causa di una serie di fattori commerciali. Non abbiamo preso questa decisione alla leggera e stiamo lavorando per lanciare Quest nel prossimo futuro. Ci scusiamo con tutto il cuore e con tutti coloro che hanno atteso con impazienza questo lancio". Nell'agosto 2009, Discovery Networks annunciò di voler lanciare il canale il 30 settembre 2009 sul canale 38 mentre su Sky il 1º ottobre dello stesso anno. Quest fu trasferito sul canale 12 Freeview, a seguito dell'acquisto, da parte di Discovery, dei canali Good Food, Home e Really appartenenti ad UKTV come parte di un accordo con BBC Studios.

## Palinsesto
Quest ha una programmazione costituita da programmi factual che trattano: avventura, lifestyle, motori, scienza e storia per un pubblico generalista:
- Alien Contact
- American Pickers
- Aussie Gold Hunters
- Blowing Up History
- Border Control: Spain
- BSB Highlights
- Chasing Classic Cars (A caccia di auto)
- Close Encounters
- Find It, Fix It, Flog It
- Goblin Works Garage
- Gold Divers
- How Do They Do It - Test
- Iron Resurrection
- Massive Engineering Mistakes
- Mega Shippers
- Mighty Trains
- Salvage Hunters (Chi cerca trova)
- Salvage Hunters: Classic Cars (Chi cerca trova: auto da sogno)
- Salvage Hunters: The Restorers
- Scrap Kings
- The Repair Shop
- UFOs: The Lost Evidence
- Wheeler Dealers (Affari a quattro ruote)
- World's Greatest Motorcycle Rides
- World's Greatest Motorcycle Rides
- World's Greatest Motorcycle Rides: Down Under Special